# Ectochela turneri
Ectochela turneri is een vlinder uit de familie uilen (Noctuidae). De wetenschappelijke naam van deze soort is voor het eerst geldig gepubliceerd in 1930 door Tams.
De soort komt voor in tropisch Afrika.